# Venganza en Sevilla
Venganza en Sevilla es un libro de la escritora Matilde Asensi, publicado por la editorial Planeta en 2010.

## Sinopsis
Sevilla, 1607. Catalina Solís, la protagonista de Tierra firme, llevará a cabo su gran venganza en una de las ciudades más ricas e importantes del mundo, la Sevilla del siglo XVII. Cumplirá así el juramento hecho a su padre adoptivo de acabar con los Curvo, gracias a una espectacular venganza múltiple basada en el engaño, la seducción, la fuerza, la sorpresa, el duelo, la medicina y el juego. La acompañan en esta arriesgada aventura amigos de Tierra firme y unos pícaros supervivientes, dispuestos a dar su vida por un personaje tan legendario.
Una novela de acción trepidante que mantiene en vilo la atención del lector con descubrimientos y sorpresas en cada página.